# John Wojtak
John Ferdinand Wojtak (* 19. Februar 1949) ist ein US-amerikanisch-österreichischer Basketballtrainer und ehemaliger -spieler.

## Leben

### Spieler
Wojtak spielte in seinem Heimatland USA Basketball an der North Dakota State University. In seiner Abschlusssaison 1970/71 wurde der Innenspieler als bester Spieler der North Central Conference ausgezeichnet. Insgesamt erzielte Wojtak für North Dakota State 1098 Punkte und 831 Rebounds in 75 Spielen. Letzteres war der Höchstwert in der ewigen Rekordliste der Hochschulmannschaft, als er diese 1971 verließ.
1971 kam Wojtak als Spieler zum ATSV Mounier Wels, wurde mit der Mannschaft 1972 Meister der B-Liga, was den Aufstieg in die Bundesliga A bedeutete. Er spielte anschließend für Wels auch in der Bundesliga und wurde Publikumsliebling. Er wurde mit Wels mehrmals österreichischer Vizemeister. In Wels spielte er an der Seite seines Landsmanns Bill Chatmon, die mitverantwortlich für die in den 1970er Jahren herrschende Basketballbegeisterung in der Stadt war.

### Trainer
Nach der Spielerkarriere wurde er Spielertrainer der Herrenmannschaft des Vereins VKB Wels, die er zum Bundesliga-Aufstieg führte. Beim Nachbarn ATSV Mounier Wels war er zwei Jahre als Trainer tätig. In der Saison 1983/84 betreute er den deutschen Bundesligisten USC Bayreuth als Trainer und stieg mit der Mannschaft aus der höchsten deutschen Spielklasse ab. Er war danach ab 1984 als Trainer bei den BC Giants Osnabrück beschäftigt. Ende der 1980er Jahre betreute er den MTV Wolfenbüttel.
Nach der Rückkehr nach Österreich trainierte er die Damen von Powerbasket Wels und gewann mit diesen innerhalb von vier Jahren dreimal die Staatsmeisterschaft. Zudem war er als Jugendtrainer in Wels tätig.
Er trainierte die Herrenmannschaft der Linzstrom Red Devils und führte sie in die Bundesliga. 2006 ging er in den Nahen Osten: In der Saison 2006/07 war er Trainer des Al Ahli Sports Club in Katar und im Spieljahr 2007/08 vom Muharraq Club in Bahrain. Letztere Mannschaft führte er zum Gewinn des nationalen Meistertitels. Von 2008 bis 2009 betreute Wojtak den As Sadd Sports Club in Katar sowie in der Saison 2011/12 den Katar Sports Club Doha, ehe er als Trainer am Leistungszentrum des Oberösterreichischen Basketballverbandes tätig wurde.
Mit seiner Frau Ingrid hat der in Buchkirchen wohnhafte Wojtak zwei Töchter.